# Coelioxys rhinosa
Coelioxys rhinosa är en biart som beskrevs av Cockerell 1911. Coelioxys rhinosa ingår i släktet kägelbin, och familjen buksamlarbin. Inga underarter finns listade i Catalogue of Life.